# Barrière et Compagnie

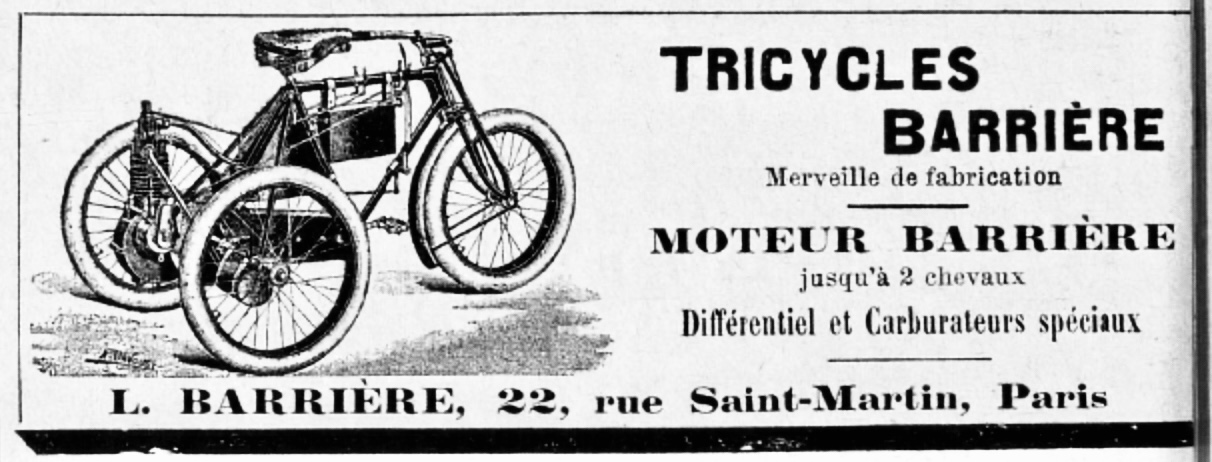
Werbung für das motorbetriebene Dreirad Tricycle Barrière (1899)

Barrière et Compagnie war ein französischer Hersteller von Fahrrädern und Automobilen.

## Unternehmensgeschichte
Das Unternehmen aus Paris fertigte ursprünglich Fahrräder. 1898 begann zusätzlich die Produktion von Automobilen. Der Markenname lautete Barrière. 1900 endete deren Produktion. Eine andere Quelle gibt an, dass zumindest noch bis 1904 Automobile entstanden.

## Fahrzeuge
Bei den Automobilen handelte es sich um Dreiräder. Sie boten Platz für zwei Personen nebeneinander. Für den Antrieb sorgte ein Ottomotor mit 2 PS Leistung.